# Kristine Strackx
Kristine Strackx (1986) is een Belgische voormalige atlete, die gespecialiseerd was in de sprint. Ze werd tweemaal Belgisch kampioene.

## Loopbaan
Strackx nam in 2005 op de 400 m deel aan de Europese kampioenschappen U20. Ze werd uitgeschakeld in de series. Het jaar nadien werd ze op deze afstand voor het eerst Belgisch kampioene. Begin 2007 veroverde ze ook de indoortitel.
Strackx was aangesloten bij AV Toekomst. Ze is getrouwd met atleet Krijn Van Koolwijk, met wie ze enkele kinderen heeft.

## Belgische kampioenschappen
Outdoor
| Onderdeel | Jaar |
| --------- | ---- |
| 400 m     | 2006 |

Indoor
| Onderdeel | Jaar |
| --------- | ---- |
| 400 m     | 2007 |

## Persoonlijke records
Outdoor
| Onderdeel | Prestatie | Datum             | Plaats             |
| --------- | --------- | ----------------- | ------------------ |
| 400 m     | 53,78 s   | 10 september 2006 | Naimette-Xhovémont |

Indoor
| Onderdeel | Prestatie | Datum            | Plaats |
| --------- | --------- | ---------------- | ------ |
| 400 m     | 55,63 s   | 18 februari 2007 | Gent   |

## Palmares
400 m
- 2005: 5e in series EJOF in Parijs – 57,27 s
- 2005: 5e in series EK U20 in Kaunas – 55,83 s
- 2005:  BK AC – 54,34 s
- 2006:  BK AC – 54,90 s
- 2007:  BK AC indoor – 53,82 s
- 2007:  BK AC – 55,03 s
- 2008:  BK AC – 56,58 s